# 鈴木省吾
鈴木 省吾（すずき しょうご、1963年4月12日 - ）は日本の俳優、声優、ナレーター。東京都出身。

## 来歴・人物
俳優としては石井光三オフィス所属、ナレーターとしてはアトゥプロダクション（2004年）所属。舞台中心の俳優活動およびテレビコマーシャルのナレーションを多く担当している。『ファイナルファンタジーVII アドベントチルドレン』のヴィンセント・ヴァレンタイン役で声優デビュー。俳優の萩原聖人が主宰する『演劇集団 アーリータイムリーズ』のメンバーの一人でもあった。
2009年に女優のひろせまいと結婚。

## 出演

### テレビドラマ
- 貫太ですッ!（2003年、東海テレビ） - 伊達太郎 役
- 西村京太郎サスペンス十津川警部シリーズ29松山・道後十七文字の殺人（2003年9月22日）- 笠原文彦（萩原流行）の秘書・庄司弘 役
- 不倫調査員・片山由美 京都化野・梅若絵巻殺人事件（2008年、テレビ東京） - 市川辰馬 役
- 嵐がくれたもの （2009年、東海テレビ） - 菅原 役
- ビート（2011年、WOWOW） - 三浦 役
- 多摩南署たたき上げ刑事・近松丙吉9（2012年、テレビ東京） - 鷹見幸彦 役
- 緑川警部 VS 33分の勇気（2012年、TBS）
- 相棒 Season10 11話「名探偵再登場」（2012年1月11日）- メトロポリタンリサーチ代表・樋本晃一 役
- タクシードライバーの推理日誌33（2013年、テレビ朝日） - 畑中辰則 役
- 真昼の悪魔（2017年、フジテレビ） - 吉田誠 役
- 限界団地（2018年、フジテレビ） - 田丸善次郎 役

### テレビ
- スポーツ大陸（NHK） - ナレーション
- ヒーローたちの名勝負（NHK） - ナレーション
- その顔が見てみたい （フジテレビ）- ナレーション
- NNNドキュメント 3・11大震災　シリーズ27（日テレ） - ナレーション
- 柔道グランドスラム（テレビ東京） - ナレーション
- 俺のGOAL 岡崎慎司という生き方（テレビ静岡） - ナレーション
- さんまのお笑い向上委員会（フジテレビ） - ナレーション
- NHKスペシャル「盗まれた最高機密 〜原爆・スパイ戦の真実〜」（NHK） - モー・バーグ
- 疾風怒涛の"KABUKI"者　市川海老蔵に、ござりまする。（日テレ） - ナレーション
- 2015新春スペシャル　疾風怒濤の“KABUKI”者　市川海老蔵に、ござりまする。（日テレ） - ナレーション
- BS-TBS 「諸説あり！」
- テレメンタリー2018「縄文 祈りの木柱列～日本海巨木文化の謎を追う～」（テレビ朝日） - ナレーション
- 絶景！ヨーロッパの山小屋めぐり(NHK) - 語り
- 家事ヤロウ!!!（テレビ朝日） - ナレーション

### 配信
- 賞金1億円の人脈＆人望バトル トモダチ100人よべるかな？（Amazon Prime Video） - ナレーション

### OVA
- ファイナルファンタジーVII アドベントチルドレン - ヴィンセント・ヴァレンタイン 役
- ロボッツ - バージョン3D 役

### ゲーム
- ダージュ オブ ケルベロス ファイナルファンタジーVII - ヴィンセント・ヴァレンタイン 役
- ダージュ オブ ケルベロス ロスト エピソード ファイナルファンタジーVII - ヴィンセント・ヴァレンタイン 役
- ファイナルファンタジーVII リバース - ヴィンセント・ヴァレンタイン 役[4]

### アプリ
- ディシディア ファイナルファンタジー オペラオムニア - ヴィンセント・ヴァレンタイン 役

### CM
- ジャックス - ナレーション
- サンヨー商会 - ナレーション
- 紅茶花伝 - ナレーション

### 舞台
- Dog-Eat-Dog - 鈴木刑事 役
- tatsuya 最愛なる者の側へ - 紘治 / 伸一 / 警備員 役（三役）
- ROCK MUSICAL BLEACH The Dark of The Bleeding Moon - 更木剣八 役
- ROCK MUSICAL BLEACH the LIVE “卍解SHOW code：001” - 更木剣八 役 ※1月11日のみゲスト出演
- ROCK MUSICAL BLEACH No Clouds in the Blue Heavens（2007年3月公演） - 更木剣八 役
- STONES - 主演・村木 役
- ROCK MUSICAL BLEACH THE ALL - 更木剣八 役
- ROCK MUSICAL BLEACH the LIVE “卍解SHOW code：002” - 更木剣八 役
- ROCK MUSICAL BLEACH the LIVE “卍解SHOW code：003” - 更木剣八 役
- 心霊探偵 八雲 魂をつなぐもの - 後藤和利 役
- ACCA13区監察課 - グロッシュラー 役
- それってキセキ[5]